# 1674
1674 (MDCLXXIV) fue un año común comenzado en lunes, según el calendario gregoriano.

## Acontecimientos
- 17 de febrero: en la isla de Ambon, en Indonesia, se registra un terremoto de 6,8 que provoca un gran tsunami que deja más de 2.000 muertos.
- 19 de febrero: Inglaterra y los Países Bajos firman el Tratado de Westminster. Según una cláusula del tratado se transfiere la colonia neerlandesa de Nueva Ámsterdam a Inglaterra, que la rebautiza como Nueva York.
- 21 de mayo: en Polonia, los nobles nombran rey a Juan Sobieski.
- 1 de agosto: en Utrecht (Países Bajos), un tornado destruye la nave que unía la catedral de Dom (Domkerk) y la torre de Dom (Domtoren).
- 11 de agosto: el ejército francés bajo el mando de Luis II de Borbón-Condé derrota al ejército neerlandés-español-austríaco bajo el mando de Guillermo III de Orange en la batalla de Seneffe.
- 10 de noviembre: en el marco de la Guerra Anglo-Neerlandesa, como se preveía en el Tratado de Westminster del 19 de febrero, los Países Bajos ceden los Nuevos Países Bajos a Inglaterra.
- 4 de diciembre: a orillas del Lago Míchigan, el sacerdote Jacques Marquette —para predicar a los indios illinois— funda una misión, que es el origen de la ciudad de Chicago.

## Arte y literatura
- Nicolás Boileau: L’Art poétique (El arte poético).

## Ciencia y tecnología
- Anton van Leeuwenhoek, realiza la primera descripción precisa de los glóbulos rojos.

## Nacimientos
- 13 de enero: Prosper Jolyot, dramaturgo francés.
- 2 de agosto: Felipe II de Orleans, regente del reino de Francia durante la minoría de edad de Luis XV (f. 1723).
- 7 de noviembre: Cristián III de Zweibrücken-Birkenfeld, príncipe miembro de la Casa de Zweibrücken (f. 1735).
- Eugenia Martínez Vallejo, Posiblemente primer caso de persona nacida con Síndrome de Prader-Willi.

## Fallecimientos
- 12 de enero: Giacomo Carissimi, compositor italiano (n. 1605).
- 18 de abril: John Graunt, matemático, estadístico y demógrafo (n. 1620) .
- 4 de junio: Jan Lievens, pintor neerlandés (n. 1607).
- 8 de noviembre: John Milton, poeta británico (n. 1608).
- Johannes Lingelbach, pintor alemán del barroco (n. 1622).